# Медвежий (вулкан на Камчатке)
Медвежий — потухший вулкан на полуострове Камчатка, Россия.
Вулкан относится к Срединному вулканическому поясу и Седанкинскому вулканическому району.
Он находится на западном склоне Срединного хребта, у южного подножия вулкана Леутонгей.
Форма вулкана представляет собой правильный пологий усеченный конус, который в не значительной степени разрушен процессами эрозии. В географическом плане вулканическая постройка занимает площадь, близкую к окружности с диаметром 2 км, занимает площадь в 3 км². Объём изверженного материала ~2 км³. Абсолютная высота — 1114 м, относительная же высота составляют около 400 м. Подножие вулкана и значительная часть его постройки перекрыты лавовыми потоками вулкана Леутонгей. Вершина заканчивается пологим кратером диаметром 200 м.
Состав продуктов извержений представлен базальтами.
Деятельность вулкана относится к голоценовому периоду.